# Autopollinisation

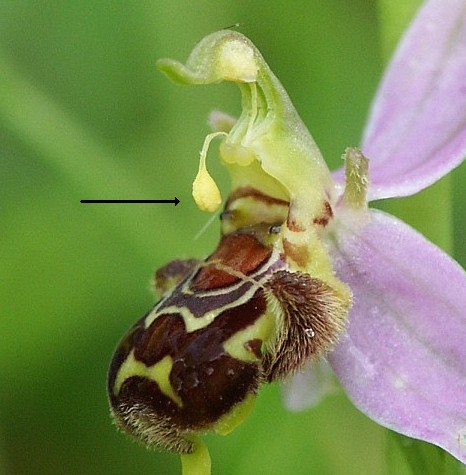
L'ophrys abeille (Ophrys apifera) pratique l'autopollinisation à peine la fleur épanouie : la pollinie (flèche) courbe son long caudicule flexible afin de toucher la surface stigmatique réceptive du pistil.

L'autopollinisation intervient lorsque les organes femelles d’une plante sont pollinisés par le pollen de la même plante. Plus précisément, elle est une forme de pollinisation dans laquelle le pollen d'une plante arrive au stigmate d'une fleur de la meme plante (chez les plantes à fleurs) ou à l'ovule (chez les gymnospermes).
Il existe deux types d'autopollinisation : en autogamie, le pollen est transféré sur le stigmate de la même fleur ; dans la géitonogamie, le pollen est transféré de l'anthère d'une fleur au stigmate d'une autre fleur de la même plante à fleurs, ou du microsporange à l'ovule au sein d'un seul gymnosperme (monoïque). Certaines plantes possèdent des mécanismes qui assurent l'autogamie, comme des fleurs qui ne s'ouvrent pas (cléistogamie), ou des étamines qui bougent pour entrer en contact avec le stigmate.
L'autopollinisation s'oppose à l'allopollinisation, ou pollinisation croisée que l'on trouve chez les plantes allogames. La pollinisation croisée est le transfert de pollen, par le vent ou par des animaux tels que des insectes, des chauve souris et des oiseaux, de l'anthère aux stigmates des fleurs de plantes distinctes.

## Mécanismes
Les plantes peuvent être complètement autogames, partiellement autogames ou entièrement allogames. Les processus d'autopollinisation diffèrent selon qu'ils utilisent des fleurs spécialisées ; s'ils impliquent le transfert de pollen à l'intérieur d'une seule fleur ou entre différentes fleurs ; si le transfert de pollen est autonome ou médié par des vecteurs de pollen (par exemple, les abeilles) ; et selon le moment de la possibilité d’autopollinisation par rapport aux opportunités de pollinisation croisée.

### Modes d'autopollinisation
Un article de 1992 énumère six modes d'autopollinisation : "1) la cléistogamie, dans laquelle les fleurs sont structurellement modifiées de sorte que la pollinisation se produit dans des fleurs fermées qui sont structurellement spécialisées pour l'autopollinisation ; 2) la géitonogamie, pollinisation par transfert de pollen d'une fleur à une autre sur la même plante ; 3.) l'autopollinisation facilitée, qui se produit lorsque les visiteurs floraux provoquent le transfert du pollen de l'anthère au stigmate au sein d'une seule fleur ; 4.) l'autopollinisation préalable, dans laquelle l'autopollinisation se produit avant toute possibilité pour le stigmate de recevoir du pollen croisé ; 5.) l'autopollinisation concurrente, dans laquelle l'autopollinisation se produit en même temps que le stigmate reçoit du pollen croisé ; 6.) l'autopollinisation retardée, dans laquelle l'autopollinisation se produit une fois toutes les occasions de réception de pollen croisé passées."

### Exemples
L’autopollinisation peut être effectuée avec l’aide de vecteurs de pollen (comme le vent ou les insectes). Le mécanisme est observé le plus souvent dans certaines légumineuses telles que les arachides. Dans une autre légumineuse, le soja, les fleurs s'ouvrent et restent réceptives à la pollinisation croisée par les insectes pendant la journée. Si cela n’est pas fait, les fleurs s’autopollinisent au fur et à mesure qu’elles se ferment. Parmi les autres plantes qui peuvent s'autopolliniser, on trouve de nombreuses sortes d'orchidées, de pois, de tournesols et de tridax.

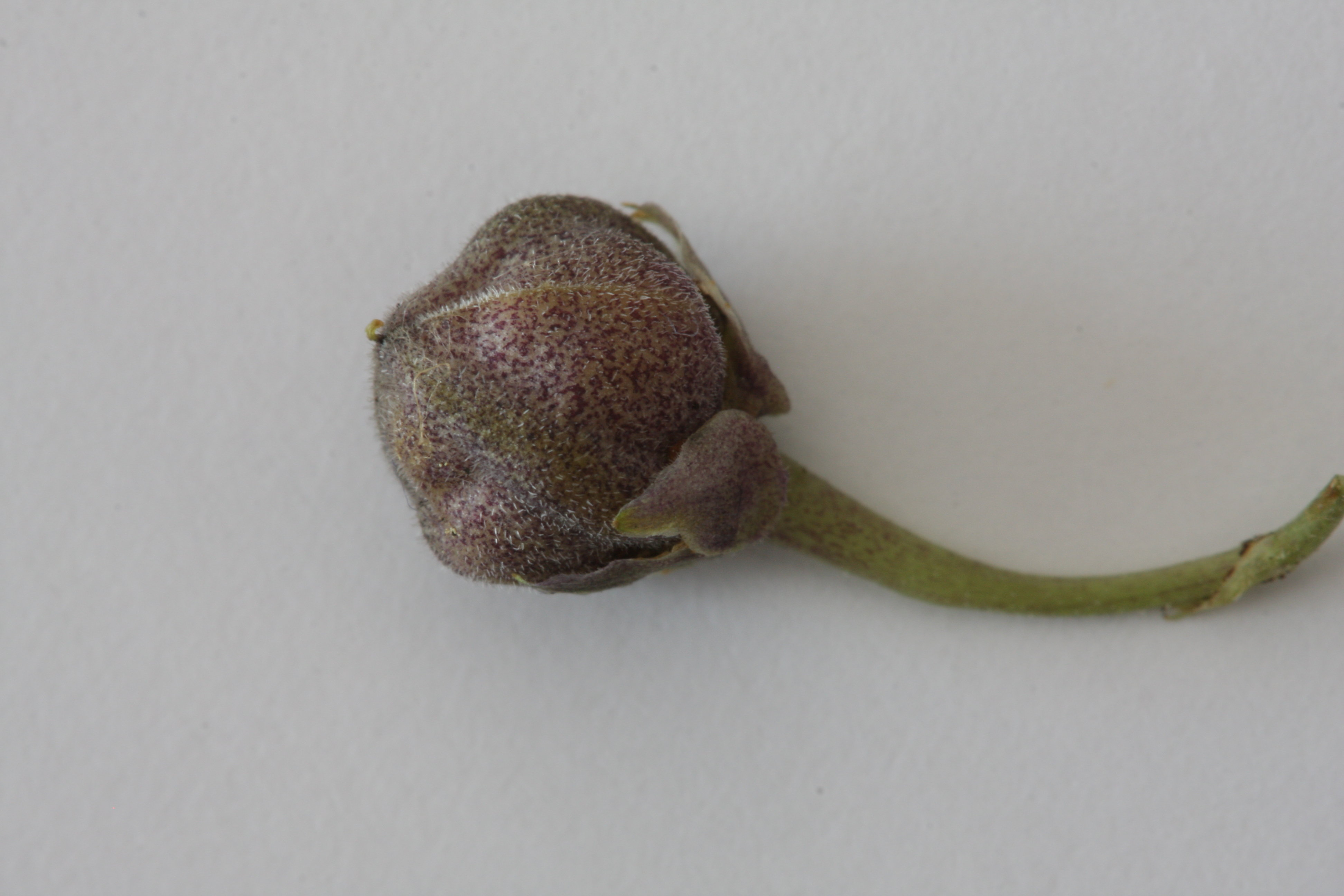
Fleur fermée cléistogame de Viola odorata

L'autopollinisation est très commune parmi les espèces végétales cultivées. Le blé par exemple est une espèce qui pratique l'autopollinisation et l'autofécondation (autogamie). Le pollen des étamines est libéré à l'intérieur de la fleur avant l'ouverture des glumes. Les pois sont également autopollinisés et autogames, ce qui confère à leur espèce les particularités ayant rendu possible la découverte par Mendel des premières lois de la génétique. Chez de nombreuses espèces adaptées à l'allopollinisation, l'autogamie reste encore possible si la fécondation croisée échoue, par exemple en cas de temps humide ou d'absence d'agents pollinisateurs, ce qui permet d'assurer une descendance, mais réduit la diversité génétique. La violette par exemple produit en fin de saison des fleurs qui ne s'ouvrent pas (fleurs cleistogames) et qui peuvent donner naissance à des graines toutes issues d'autofécondation.

## Avantages et inconvénients évolutifs
Le passage évolutif de la croisement à l’autofécondation est l’une des transitions évolutives les plus courantes chez les plantes, mais seulement 10 à 15 % des plantes à fleurs sont principalement autofertiles. Pour expliquer ce phénomène, Stebbins a proposé que l’autofécondation puisse être une « impasse évolutive ». Selon cette hypothèse, les transitions de l'hybridation à l'autofécondation sont irréversibles et les lignées d'autofécondation souffrent d'un risque accru d'extinction en raison d'un potentiel d'adaptation réduit. Ainsi, bien que l’autofécondation puisse être avantageuse à court terme, les lignées d’autofécondation peuvent être pour la plupart de courte durée en raison de taux d’extinction plus élevés. il est également possible que les transitions vers l'autofécondation soient elles-mêmes des moteurs de la spéciation, et les futures études sur la diversification et la spéciation devraient approfondir cette question.

### Avantages
Deux des explications les plus générales de l'évolution de l'autopollinisation sont les hypothèses de « sélection automatique » et d'« assurance reproductive ». Selon l'hypothèse de la sélection automatique, l'autopollinisation est intrinsèquement avantageuse car le gène qui la favorise « dans une population de pollinisateurs croisés est, en moyenne, transmis à la génération suivante en deux doses par l'intermédiaire de la descendance issue de l'autopollinisation ainsi qu'une dose supplémentaire, transmis par les gamètes mâles qui fécondent les ovules dans la population. En revanche, le gène alternatif de croisement est transmis en seulement deux doses. Ce biais de transmission confère aux mutations qui augmentent le taux d'autopollinisation un avantage important qui n'est annulé que par la dépression de consanguinité ou par d'autres corrélats de l'autopollinisation tels qu'une fertilité masculine réduite. L'hypothèse de l'assurance reproductive, quant à elle, affirme que l'avantage sélectif de l'autopollinisation réside dans la production assurée de graines lorsque les pollinisateurs sont insuffisants pour une pollinisation complète des ovules, par exemple en raison de mauvaises conditions climatiques ou à la suite d'une dispersion sur de longues distances. vers les zones où les pollinisateurs ou les partenaires sont absents. Darwin croyait que l’assurance reproductive est la principale raison de l’évolution de l’autofécondation. » 
Les plantes autogames économisent aussi parfois sur les attractifs nécessaires à l'action des animaux et des insectes qui pourraient être impliqués dans le processus de reproduction. La plupart des plantes autogames ont de petites fleurs relativement discrètes qui répandent du pollen directement sur le stigmate, parfois même avant l'ouverture du bourgeon. Les plantes autogames dépensent ainsi moins d’énergie pour produire des attractifs pour les pollinisateurs. L'autopollinisation peut aussi permettre aux plantes de se propager au-delà de la portée des cross-pollinisateurs appropriés,.
Des chercheurs français ont documenté l'évolution rapide d'un processus d'autofécondation dans quatre populations végétales de la région parisienne. Ce processus associé à l'affaiblissement des interactions avec les pollinisateurs (à cause du déclin de la population d'insectes pollinisateurs) au cours des trois dernières décennies.

### Inconvénients
L'autopollinisation limite la variété de la descendance et peut diminuer la vigueur des plantes. L'autopollinisation peut conduire à une dépression de consanguinité causée par l'expression de mutations récessives délétères ou à une santé réduite de l'espèce, en raison de la reproduction de spécimens apparentés. C’est pourquoi de nombreuses fleurs qui pourraient potentiellement s’autopolliniser ont un mécanisme intégré pour l’éviter, ou en font au mieux un deuxième choix. Les défauts génétiques des plantes autogames ne peuvent pas être éliminés par recombinaison génétique et la progéniture ne peut éviter d'hériter des attributs délétères que par une mutation fortuite survenant dans un gamète.